# Список заповідників Казахстану
Державні природні заповідники Казахстану призначені для охорони флори і фауни, вивчення і збереження унікальних екологічних систем і їх відновлення.
Всього створено 10 природних заповідників загальною площею 1 610 973 га.
У таблиці заповідники розташовані в хронологічному порядку їх заснування.
| #  | Зображення | Назва                                             | Рік заснування | Площадь, га | Область                                              |
| -- | ---------- | ------------------------------------------------- | -------------- | ----------- | ---------------------------------------------------- |
| 1  |            | Державний природний заповідник Аксу-Джабагли      | 1926           | 131 934     | Південно-Казахстанська область і Жамбильська область |
| 2  |            | Алматинський державний природний заповідник       | 1931           | 71 700      | Алматинська область                                  |
| 3  |            | Наурзумський державний природний заповідник       | 1931           | 91 381      | Костанайська область                                 |
| 4  |            | Барсакельмеський державний природний заповідник   | 1939           | 160 826     | Кизилординська область                               |
| 5  |            | Коргалжинський державний природний заповідник     | 1968           | 543 171     | Акмолинська область і Карагандинська область         |
| 6  |            | Маркакольський державний природний заповідник     | 1976           | 102 979     | Східноказахстанська область                          |
| 7  |            | Устюртський державний природний заповідник        | 1984           | 223 342     | Мангістауська область                                |
| 8  |            | Західно-Алтайський державний природний заповідник | 1992           | 86 122      | Східноказахстанська область                          |
| 9  |            | Алакольський державний природний заповідник       | 1998           | 65 217,9    | Алматинська область і Східноказахстанська область    |
| 10 |            | Каратауський державний природний заповідник       | 2004           | 34 300      | Південно-Казахстанська область                       |